# Trzej idioci
Trzej idioci (hindi: थ्री इडीयट्स, ang. 3 Idiots) – bollywoodzki komediodramat z 2009 roku wyreżyserowana przez Rajkumara Hiraniego. Jest to luźna adaptacja powieści Chetana Bhagata Five Point Someone. Tytułowe role zagrali Aamir Khan, R. Madhavan, Sharman Joshi. Film jest jednym z najpopularniejszych bollywoodzkich filmów wszech czasów.

## Fabuła
Film opowiada o przyjaźni i młodości pełnej żartu, ale i strachu o jutro, presji ze strony rodziców, lęku przed konkurencją. Ukazuje, że w wyborze zawodu należy iść za głosem serca, a nie spełniać oczekiwania rodziców, oraz że nauka powinna być pragnieniem wiedzy, a nie wyścigiem z myślą o karierze.
Akcja filmu rozgrywa się w college'u. Ranchodas Chanchand (Aamir Khan), Raju Rastogi (Sharman Joshi) i Farhan Quereshi (R. Madhavan) to „trzech muszkieterów” Instytutu Inżynieryjnego. Już na wejściu młodzi studenci słyszą od rektora (Boman Irani) opowieść o jajach, które kukułka wyrzuca z cudzych gniazd, by podrzucić własne pisklęta. Ma ona ilustrować życie, którego sensem jest wyścig. Studenci słyszą: rywalizuj lub giń. Sprzeciwia się temu Rancho, podtrzymywany podziwem Raju i Farhana, wolny duch tej uczelni, radosny i przekorny.

## Obsada
| Aktor(ka)        | Rola                                                   |
| ---------------- | ------------------------------------------------------ |
| Aamir Khan       | Ranchoddas "Rancho" Shamaldas Chanchad/Phunsukh Wangdu |
| Kareena Kapoor   | Pia Sahastrebuddhe                                     |
| R. Madhavan      | Farhan Qureshi                                         |
| Sharman Joshi    | Raju Rastogi                                           |
| Boman Irani      | Viru Sahastrebuddhe (ViruS)                            |
| Omi Vaidya       | Chatur Ramalingam (Silencer)                           |
| Parikshit Sahni  | p. Qureshi                                             |
| Javed Jaffrey    | Ranchoddas Shamaldas Chanchad                          |
| Mona Singh       | Mona Sahastrebuddhe (Pii siostra)                      |
| Sanjay Lafont    | Suhas                                                  |
| Rahul Kumar      | Millimeter                                             |
| Amardeep Jha     | p. Rastogi                                             |
| Farida Dadi      | p. Qureshi                                             |
| Jayant Kripalani | robiący wywiad                                         |
| Arun Bali        | Shamaldas Chanchad                                     |

## Piosenki
| Nr# | Piosenkę                  | śpiewa(ją)                         | trwa |
| 1   | "Behti Hawa Sa Tha Woh"   | Shaan, Shantanu Moitra             | 5:01 |
| 2   | "Give Me Some Sunshine"   | Suraj Jaggan, Sharman Joshi        | 4:07 |
| 3   | "Aal Izz Well"            | Sonu Nigam, Shaan, Swanand Kirkire | 4:36 |
| 4   | "Jaane Nahin Denge Tujhe" | Sonu Nigam                         | 3:32 |
| 5   | "Zoobi Doobi"             | Sonu Nigam, Shreya Ghoshal         | 4:08 |
| 6   | "Aal Izz Well [Remix]"    | Sonu Nigam, Shaan, Swanand Kirkire | 4:41 |
| 7   | "Zoobi Doobi [Remix]"     | Sonu Nigam, Shreya Ghoshal         | 3:29 |

## Nagrody i nominacje

### 2010Star Screen Awards
- Nagroda Star Screen dla Najlepszego Filmu – Rajkumar Hirani
- Nagroda Star Screen dla Najlepszego Reżysera – Rajkumar Hirani
- Nagroda Star Screen dla Najlepszego Aktora
- Nagroda Star Screen dla Najlepszej Aktorki – Kareena Kapoor
- Nagroda Star Screen dla Najlepszego Aktora Drugoplanowego
- Nagroda Star Screen dla Najlepszej Aktorki Drugoplanowej
- Nagroda Star Screen za Najlepszą Rolę Komediową – Omi Vaidya
- Nagroda Star Screen za Najlepszą Rolę Negatywną – Boman Irani
- Nagroda Star Screen za Najlepszy Montaż – Rajkumar Hirani
- Nagroda Star Screen za Najlepszy Scenariusz – Abhijat Joshi, Rajkumar Hirani, Vidhu Vinod Chopra
- Nagroda Star Screen za Najlepsze Dialogi – Abhijat Joshi, Rajkumar Hirani
- Nagroda Star Screen za Najlepszą Choreografię - Bosco-Caesar - Zoobi Doobi
- Nagroda Star Screen za Najlepszy Debiut Męski – Omi Vaidya[2][3]

### 2010Filmfare Awards
- Nagroda Filmfare dla Najlepszego Filmu - Vidhu Vinod Chopra
- Nagroda Filmfare dla Najlepszego Reżysera - Rajkumar Hirani
- Nagroda Filmfare dla Najlepszego Aktora Drugoplanowego - Boman Irani
- Nagroda Filmfare za Najlepsze Dialogi – Raj Kumar Hirani i Vidhu Vinod Chopra
- Nagroda Filmfare za Najlepszą Historię - Abhijat Joshi i Rajkumar Hirani
- Nagroda Filmfare za Najlepszy Scenariusz – Rajkumar Hirani i Vidhu Vinod Chopra

### 2010 IIFA Awards
- Nagroda IIFA dla Najlepszego Filmu - Vidhu Vinod Chopra
- Nagroda IIFA za Najlepszą Rolę Negatywną - Boman Irani
- Nagroda IIFA dla Najlepszego Aktora Drugoplanowego - Sharman Joshi
- Nagroda IIFA za Najlepszy Debiut - Omi Vaidya
- Nagroda IIFA za Najlepszy Playback Męski – Shaan - "Behti Hawa Sa Tha Woh"
- Nagroda IIFA za Najlepsze Teksty Piosenek - Swanand Kirkire
- Nagroda IIFA dla Najlepszej Historii - Abhijat Joshi, Raj Kumar Hirani, Vidhu Vinod Chopra
- Nagroda IIFA za Najlepszy Scenariusz - Abhijat Joshi, Rajkumar Hirani, Vidhu Vinod Chopra
- Nagroda IIFA za Najlepsze Zdjęcia - C.K. Muraleedharan
- Nagroda IIFA za Najlepsze Dialogi - Rajkumar Hirani, Abhijat Joshi
- Nagroda IIFA za Najlepszy Podkład Muzyczny - Sanjay Wandrekar, Atul Raninga, Shantanu Moitra
- Nagroda IIFA za Najlepszy Montaż - Rajkumar Hirani
- Nagroda IIFA za Najlepszy Dźwięk - Bishwadeep Chatterjee, Nihal Ranjan Samel
- Nagroda IIFA za Najlepsze Nagranie Piosenki - Bishwadeep Chatterjee, Sachi K Sanghvi
- Nagroda IIFA za Najlepszy Montaż Dźwięku - Anup Dev[4]